# Abrochia leovazquezae
Abrochia leovazquezae är en fjärilsart som beskrevs av Ruiz och Sarabia 1986. Abrochia leovazquezae ingår i släktet Abrochia och familjen björnspinnare. Inga underarter finns listade i Catalogue of Life.